# NGC 4174
NGC 4174 est une galaxie lenticulaire située dans la constellation de la Chevelure de Bérénice. NGC 4174 a été découverte par l'astronome germano-britannique William Herschel en 1785.

## Caractéristiques
NGC 4174 présente une large raie HI. De plus, c'est une galaxie dont le noyau brille dans le domaine de l'ultraviolet. 

### Distance
Sa vitesse par rapport au fond diffus cosmologique est de 4 314 ± 20 km/s, ce qui correspond à une distance de Hubble de 63,6 ± 4,5 Mpc (∼207 millions d'al).
À ce jour, quatre mesures non basées sur le décalage vers le rouge (redshift) donnent une distance de 55,025 ± 3,580 Mpc (∼179 millions d'al), ce qui est tout juste à l'extérieur des valeurs de la distance de Hubble.

### Émission de radiation ultraviolette
NGC 4174 est inscrite dans le catalogue de Markarian sous la désignation Mrk 761 (MK 761).

### Brillance de surface
En raison d'une brillance de surface égale à 11,85  mag/am2, on peut qualifier NGC 4174 de galaxie présentant une brillance de surface élevée.

## Groupe compact de Hickson 61

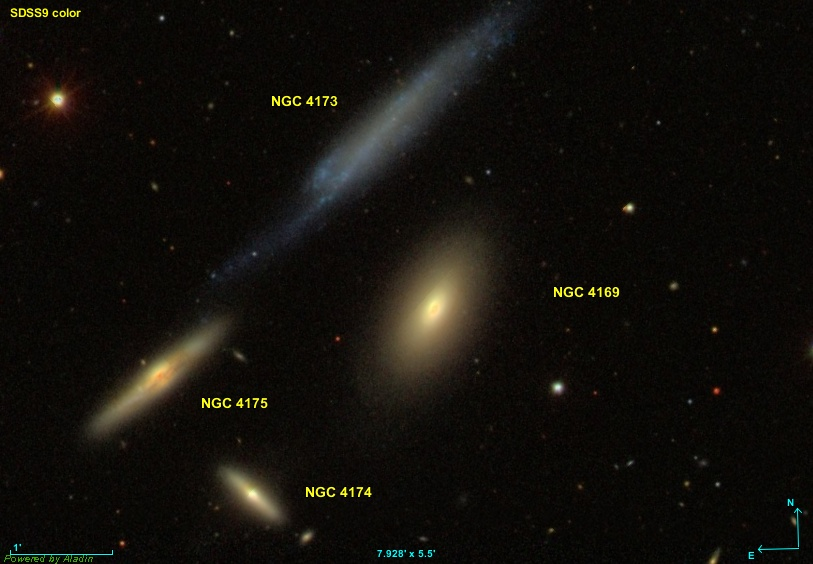
« The Box », le groupe compact de Hickson 61.

Avec les galaxies NGC 4169 (HGC 61A), NGC 4173 (HGC 61B) et NGC 4175 (HGC 61C), NGC 4174 forment le groupe compact de Hickson 61. On donne aussi le nom de « The Box » à ce groupe.
Trois galaxies de ce quatuor (NGC 4169, NGC 4174 et NGC 4175) font partie du groupe de NGC 4185. L'autre galaxie, NGC 4173, fait partie d'un autre groupe, celui de NGC 4274.

## Groupe de NGC 4185
Selon A.M. Garcia, la galaxie NGC 4174 fait partie d'un groupe de galaxies qui compte au moins 13 membres, le groupe de NGC 4185. Les membres du groupe sont dans l'ordre de la liste de Garcia NGC 4131, NGC 4134, NGC 4169, NGC 4174, NGC 4175, NGC 4185, NGC 4196, NGC 4253, NGC 4132, MCG 5-29-24, MCG 5-29-35, UGC 7221 et UGC 7294.
Dans un article publié en 1998, Abraham Mahtessian mentionne aussi l'existence de ce groupe, mais les cinq dernières galaxies de la liste de Garcia n'y sont pas.